# 河东镇 (南部县)
河东镇是中华人民共和国四川省南充市南部县曾经下辖的一个镇。2019年10月，撤销河东镇和火峰乡，设立满福街道，以河东镇和火峰乡所属行政区域为满福街道的行政区域。

## 行政区划
河东镇撤銷前下辖以下地区：
凌峰社区、临江社区、安坝梁村、梯子坎村、白登观村、白云村、油房沟村、白桥村、天鼓岭村、九经洞村和天井沟村。